# 筋弛緩剤点滴事件
筋弛緩剤点滴事件（きんしかんざいてんてきじけん）とは、2000年（平成12年）に宮城県仙台市泉区のクリニックで発生した患者殺傷事件。仙台筋弛緩剤事件などとも呼ばれる。

## 事件の概要
1999年から2000年までの間に、宮城県仙台市泉区のクリニックで不審死した事例が20人に上る事件が発生した。この事件の発生は、同クリニックに勤務していた准看護士の守 大助（もり だいすけ、1971年4月28日 - ）が勤務し始めた時期と符合した。
2000年10月31日に入院した11歳の女児に対して、抗生物質を点滴する処置を取ったが容態が急変。女児は病院を転送され一命は取りとめたが、大脳に障害が残り植物状態になった。女児の血液を採血し分析した結果、筋弛緩剤「ベクロニウム」の成分が検出された。なお、この女児は2018年に29歳となったが、意識は戻っていない。
クリニック側は、守が担当する患者に容態が急変し、重態したり死亡したりする事例が目立ったため不審を抱く。12月4日、私物を取りに病院へ行った守は、医療廃棄物を処理するために箱を廃棄小屋に捨てようとした際、私服警官に呼び止められた。赤い箱の中身を点検すると、筋弛緩剤ベクロニウムの空アンプルが見つかり、更に筋弛緩剤の在庫を確認したところ、守がベクロニウム20アンプルを発注する一方で、23アンプルが使途不明だったことが判明。1件の殺人と4件の殺人未遂の被疑事実で、守が宮城県警察に逮捕された。いずれも容疑は、点滴液へ筋弛緩剤を混入して窒息死させた被疑事実。筋弛緩剤は脳からの信号を遮断して、筋肉の動きを弱める薬で、人工呼吸器を着けずに投与し、呼吸不全を引き起こしたとした。
マスコミは守が担当する患者に容態の急変が頻発することになぞらえて急変の守と呼ぶ報道を繰り返したほか、患者に対して「先は長くない」等の発言を行ったと報じた。
守は無実を主張しているほか、診療録の検証を行った長崎大学大学院教授から矯正医官に転じた、神経内科専門医の池田正行（高松少年鑑別所医務課　高松刑務所医務部併任）らは冤罪であるとしている。
現場となったクリニックは、事件の発覚によって来院者が減少し、約14億円の負債を抱え2003年3月31日で廃院となった。同年4月には、仙台地方裁判所で競売にかけられたが買い手がつかず、同年10月に医療関係者に任意売却された。

## 容疑
仙台地方検察庁は1人への殺人事件と4人の殺人未遂事件として守を起訴した。
- 2000年2月2日 - 女児（当時1歳）を重体に至らせた容疑。
- 2000年10月31日 - 女児（当時11歳）に筋弛緩剤を混入させ植物状態に至らせた容疑。
- 2000年11月13日 - 男児（当時4歳）に筋弛緩剤を混入して重態に至らしめた容疑。
- 2000年11月24日 - 女性（当時89歳）に筋弛緩剤を注射針で刺して混入し殺害した容疑。
- 2000年11月24日 - 男性（当時45歳）に筋弛緩剤混入の抗生剤を混入させ呼吸困難に至らしめた容疑。

## 事件の舞台となったクリニックの背景
舞台となったクリニックは1992年開業。病床数19の診療所であった。一見したところ、日本に無数あるクリニックのひとつに過ぎないが、地元財界の全面的バックアップを受け、最先端医療の研究施設と位置づけられていた。事実上のオーナーは、FES（機能的電気刺激）治療の権威である東北大学解剖学教室の教授。FESとは脊髄損傷などによる中枢性の運動麻痺に対して、末梢の運動神経に電気刺激を加えて筋肉を動かす療法で、同大研究室ではFESの研究を行っていたが、基礎研究に携わる解剖学の教官が大学病院に患者を入院させて主体的に診察を行うことは困難であるため、教授の発案で有床診療所を開設。1998年からは科学技術庁からの委託を受けた形で、FESの臨床研究がクリニックで始まった。
経営母体となった医療法人の理事には、東北地方の名士たちが、こぞって名を連ねていた。当時の東北電力の会長、東北地方最大の地銀副頭取、宮城県医師会会長、仙台弁護士会会長、宮城県での世帯購買率約6割と圧倒的なシェアを誇る地元紙の代表取締役の名があった。FESの研究施設としてのクリニックのPRに関しては、当時の宮城県知事も一役買っていた。知事はクリニックに足を運んでFES事業を見学しているだけでなく、雑誌『NEW MEDIA』（2000年1月号）誌上において、オーナーである教授らと座談会を行ない、「福祉は産業だ」というキャッチフレーズを掲げ、FESの産業化について積極的な発言をしている。またクリニックは、FESを行なう先端医療の現場として、NHK『クローズアップ現代』でも取り上げられた。
クリニックには宮城県から1998～1999年度に約600万円。さらに科学技術振興事業団からは1998年度から2000年度の第3四半期（1999年12月）までの間に委託金約7400万円、機器購入費用として約300万円、機器リース費用として約900万円など3年足らずの間に1億円を超える補助金が支給されていた。
通常の診療報酬とは別に多額の補助金が支給されていたが、クリニックは赤字経営で、1998年10月には税金の支払いが滞り一時期、仙台市によってクリニックの建物は差し押さえられていた。また、1992年の開業から閉鎖までの9年間で、累積赤字は4億8000万円にも膨れ上がっていた。
事件後、宮城県や仙台市などが実施した立入検査を通じ、院長が非常勤であったことや、経営陣による事件の原因追求の遅れ、薬剤管理の甘さ、患者の容態が急変した後の救急処置などが明らかとなると、ずさんな管理体制が事件につながったとの批判がマスコミや市民の間から噴出した。

## 裁判
守は逮捕直後の取調べで犯行を自供したものの、3日後から犯行否認に転じた。守は2001年7月11日の裁判開始後、一貫して無実を主張している。
検察は救命措置などで評価が高かった守は待遇面で優遇されるだろうと期待していたが資格と経験年数相応の待遇だったことに不満を持ち、容態急変場面を作り出して、得意な救急措置を活かして活躍したかったことを動機として主張した。
弁護団は筋弛緩剤が混入されて数日後に血液から大量の筋弛緩剤が検出されることはありえないとする医学的観点から、患者に筋弛緩剤が投与された事実は存在しない、5人の被害者の容体急変は個人による意図的犯罪によるものではないとして無罪と主張。また被害者の血液鑑定書は血液のサンプルを全部使ってしまったため再鑑定できない状況にあることで捜査当局の捏造疑惑があるとして無罪主張を補強した。
2004年3月30日、仙台地裁は守に無期懲役の判決を言い渡す。弁護側は即日控訴した。
2005年6月15日に仙台高等裁判所で開始された控訴審で、弁護側は有罪判決を支えた鑑定結果の証拠能力を崩すため、外国論文などを新たに提出し、裁判所による独自鑑定や、点滴混入時の薬効を調べるコンピューター解析などを請求。しかし、裁判所が必要性がないとして請求を却下。弁護側は反発し2005年10月の第4回公判で抗議の途中退席をした。これに対し裁判所は弁護を放棄したとして審理を打ち切り、弁護人不在のまま判決期日を宣告。2006年3月22日、高裁判決日に弁護側が弁論の再開を申し立てたが、裁判長は弁論する意思を放棄したとして却下して、主文を後回しにして朗読を始める。弁護団はこれに抗議し、声を荒らげたため、裁判所は不規則発言を繰り返したとして弁護人4人に退廷を命じた。また判決理由朗読に対して被告人の守も「僕は無実なんですよ。」「喋らせてくださいよ。」等と声を荒らげたため、守も退廷させられ、被告人と弁護人が退廷させられたまま控訴棄却判決が言い渡される異例の事態となった。
2008年2月25日、最高裁判所は守の上告を棄却。無期懲役が確定した。
守は現在、千葉刑務所に収監されている。2012年2月10日に仙台地裁に再審請求を行ったが、2014年に棄却。弁護側は仙台高裁に即時抗告したが、2018年2月28日、即時抗告は棄却された。弁護側は同年3月5日付けで決定を不服として最高裁に特別抗告を申し立てたが、2019年11月13日付で最高裁は特別抗告を棄却した。  
植物状態の女児の家族はクリニックと守に対し、損害賠償の民事訴訟を提訴。2004年3月31日に女児の家族とクリニックは和解で合意した。一方、守に対する民事訴訟で仙台地裁は、2008年5月27日に不作為を認め、被害者家族へ5000万円の支払いを命じ、2009年9月18日に最高裁判決として確定した。現在、返還請求中。